# Trastorno del juego
El trastorno del juego es un comportamiento patológico prolongado en el tiempo, en el que se da al juego una prioridad creciente sobre otras actividades hasta el punto en se deterioran aspectos sociales, laborales o académicos, y la continuación o intensificación de las actividades de juego a pesar de las consecuencias no deseadas.
El trastorno del juego es un intento de formalizar la dependencia de los juegos de ordenador por parte de la Organización Mundial de la Salud (OMS), que en junio de 2018 incluyó el trastorno del juego en la 11a lista de la clasificación internacional de enfermedades (ICD-11), cuya puesta en servicio se celebró a partir del 1 de enero de 2022. Hay dos formas principales del trastorno: en su mayoría en línea y en su mayoría fuera de línea.

## Historia

### Fondo
Dado que muchas personas pasan mucho tiempo jugando juegos de ordenador, este aspecto comenzó a ser dado a la comunidad y los investigadores, que se asocian con los niños desfavorecidos, dificultades de integración social y problemas con el aprendizaje. Estas preocupaciones estaban en parte relacionadas con los estereotipos sobre aquellos que juegan como física, socialmente alienados, y con problemas en sus estudios y en el trabajo, a pesar de la evidencia de que estos estereotipos no son verdaderos. En la década de 2010, las clínicas privadas comenzaron a aparecer ofreciendo servicios para tratar la dependencia de los juegos de computadora. Al mismo tiempo, los estudios muestran que la mayoría de los jugadores no tienen problemas de equilibrio en la vida, y los jugadores ávidos tienen problemas que no están directamente relacionados con los juegos de ordenador. En consecuencia, a nivel académico, se inició una discusión en qué circunstancias se puede considerar la dependencia de los juegos de computadora como un trastorno.
Algunos países han llegado a ver el fenómeno como un problema grave. Por ejemplo, Corea del Sur ha introducido una ley que prohíbe a los niños menores de 16 años jugar juegos de Internet desde la medianoche hasta las seis de la mañana. En Japón, si un jugador ha pasado un cierto número de horas al mes jugando juegos, recibe una notificación. En China, un importante proveedor de Internet, Tencent, ha introducido un límite de tiempo sobre cómo los niños pueden gastar en los juegos más populares.
En 2013, la Asociación Estadounidense de Psiquiatría comenzó a abordar la dependencia de Internet (no sólo los juegos), pero (DSM-5) posteriormente incluyó la categoría "trastorno de los juegos por Internet" para más estudio.

### Desarrollo e inclusión en la CIE-11
A finales de 2016, la OMS comenzó a producir los primeros proyectos sobre "trastorno del juego" y "juegos peligrosos", pero pronto se tomó la decisión de fusionarlos.
La elaboración del documento de la CIE-11 tomó unos 10 años, y la anterior CIE-10 se adoptó en 1990. Está previsto que el proyecto ICD-11 publicado se someta a aprobación de la asamblea en mayo de 2019, con la introducción de la asamblea el 1 de enero de 2022. La decisión de incluir el trastorno de la caza en la CIE-11 se basa en un análisis de las pruebas disponibles por expertos de diferentes disciplinas científicas y regiones geográficas que han llevado a cabo consultas técnicas organizadas por la OMS en el marco de la ICD-11. Otra razón para la inclusión del trastorno del juego en la CIE-11 fue el hecho de que en muchos países del mundo ya han desarrollado programas para tratar a las personas con discapacidades, idénticos a los típicos del trastorno del juego. Como resultado, la OMS dijo que la organización estaba ayudando a tener en cuenta el riesgo de desarrollar el trastorno, y que los funcionarios de salud le prestaban atención y tomaban medidas preventivas y de tratamiento.

## Influencia
La inclusión del trastorno en la CIE es un factor que los países tienen en cuenta a la hora de planificar estrategias de salud pública y realizar un seguimiento de las tendencias de los trastornos. Como resultado, esto proporciona un marco para identificar las tendencias y estadísticas sanitarias a nivel mundial, establece un estándar internacional para el registro de enfermedades y problemas de salud, y es utilizado tanto por profesionales como por médicos Investigadores.
A partir de los aspectos positivos de la formalización se observa que el trastorno del juego tiene una serie de ventajas si se considera como un diagnóstico clínico preliminar. Por ejemplo, se puede utilizar como un punto de referencia para un tratamiento eficaz, y se pueden desarrollar mejores métodos. La existencia de una definición común proporcionará una base común para el diagnóstico y coordinará los debates que tienen lugar en la comunidad científica. El diagnóstico puede ser utilizado por las compañías de seguros para proporcionar sus servicios.

## Crítica
Durante la unificación de los conceptos de "trastorno del juego" y "juegos peligrosos", el personal de la OMS reconoció que se debía a la presión política y carecía de una base científica completa. Esta presión en particular ha sido particularmente fuerte por parte de los países asiáticos.
Los investigadores señalan que la definición de la OMS es muy vaga y menos definida que el "trastorno de los juegos de Internet" en DSM-5. Por lo tanto, estos síntomas no están claros para su definición en la práctica. La definición tampoco distingue el pasatiempo problemático después del juego del resto, como los juegos para evitar la depresión. Además, a pesar de que el criterio de tiempo (12 meses), la referencia al hecho de que este período puede reducirse con signos "graves", lleva a médicos e investigadores a la interpretación subjetiva, por ejemplo, en la interpretación de los hábitos del paciente, su consternación, etc.

## Definición
Según la definición de la OMS, el trastorno del juego puede estar presente en juegos individuales, así como en línea (a través de Internet) y se caracteriza por:
- pérdida de control sobre la participación en el juego - por ejemplo, el comienzo y el final del juego, la frecuencia y la intensidad del juego, su duración, contexto;
- Se da prioridad a los juegos en detrimento de otros intereses y actividades cotidianas;
- continuación o expansión del juego, a pesar de las consecuencias negativas.

El diagnóstico del trastorno del juego requiere un deterioro significativo de la situación del paciente en áreas importantes de la vida: personal, familiar, social, educativa, profesional u otra. La naturaleza del comportamiento del juego puede ser continua, episódica o repetitiva. Para hacer un diagnóstico, el comportamiento descrito en los juegos debe manifestarse durante al menos 12 meses, pero este período puede ser más corto si se cumplen los requisitos de diagnóstico y los síntomas son graves.